# Otto Brahm

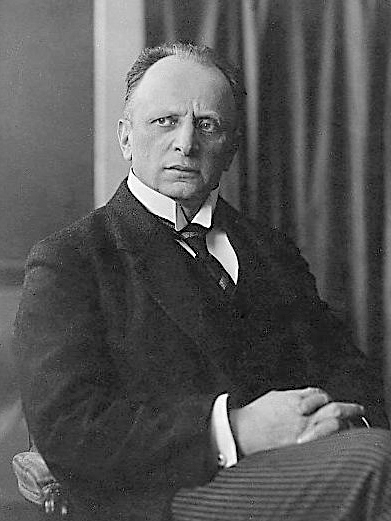
El autor, ca. 1905

Otto Brahm (5 de febrero de 1856, Hamburgo-28 de noviembre de 1912, Berlín) fue un crítico, director y gerente de teatro. Su verdadero apellido era “Abrahamsohn” y también fue conocido por el pseudónimo “Otto Anders”.

## Vida y obra
Brahm fue primeramente crítico de teatro y desde 1889 redactor-jefe de la recién fundada revista “Freie Bühne für modernes Leben” (“Escena libre para una vida moderna”) que pronto se reveló como medio de expresión del naturalismo en Alemania. El objetivo fue expresado de un modo bien patético: El lema (“Bannerspruch”) del nuevo arte, definido en letras doradas por los espíritus dirigentes, es una sola palabra: Verdad… Verdad que debemos ambicionar y reclamar en cada sendero de la vida… No la verdad objetiva que rehúye al que lucha, sino la Verdad individual creada libremente desde la más íntima convicción y libremente expresada: la Verdad del espíritu independiente”.
Brahm formó parte de Gesellschaft der Zwanglosen (“Sociedad de los libres”), fundada en 1880, a la que pertenecieron, entre otros, Fritz Mauthner, Max Halbe, Maximilian Harden, Otto Erich Hartleben y Gerhart Hauptmann.
En 1889 fue también presidente del círculo teatral Freie Bühne”, que acababa de ser fundado en Berlín  por críticos teatrales. Brahm se comprometió a la representación de dramas de crítica social de los naturalistas. La primera obra puesta en escena fue Espectros de Ibsen, seguida pronto por el estreno de Vor Sonnenaufgang (“Antes del amanecer”) de Gerhart Hauptmann. Brahm asumió la dirección del “Deutsches Theater" en 1894 y convirtió a Hauptmann en su poeta predilecto. Max Reinhardt empezó en 1894 a representar. Brahm también dirigió entre 1905 y 1912 el “Lessingtheater”.
Como director de teatro, antes de la puesta en escena Brahm analizaba el texto de cada obra para adecuar la representación de la misma a todas sus particularidades específicas. Los actores eran exhortados a actuar de modo realista y psicológico y no simplemente a declamar, como era hasta entonces lo habitual. Con estas innovaciones, Brahm realizó una importante aportación a la representación de escenas de alcoba.
Brahm tuvo una relación con Clara Jonas (1863-1922), la mujer de su compañero de disputas en el círculo “Freie Bühne” del “Deutsches Theater” Paul Jonas. Ambos le sobrevivieron.

## Obras sobre Brahm
- Werner Buth: Das Lessingtheater in Berlin unter der Direktion von Otto Brahm (1904-1912). Eine Untersuchung mit besonderer Berücksichtigung der zeitgenössischen Theaterkritik. ("El Teatro Lessing de Berlín bajo la dirección de Otto Brahm (1904-1912)". Una investigación con especial consideración de la crítica teatral de su tiempo”. Munich, 1965.
- Horst Claus: The Theatre Director Otto Brahm. Ann Arbor (Michigan) 1981. ("El director de teatro Otto Brahm").